# Carl Ganahl
Carl Friedrich Ganahl (kurz: Carl Ganahl, * 5. März 1807 in Feldkirch; † 17. September 1889 ebenda) war ein österreichischer Unternehmer im Bereich der Textilherstellung, Politiker und Verbandsfunktionär.

## Familie
Carl Friedrich Ganahl heiratete 1832 Maria Claudia Wegeler. Der gemeinsame Sohn Arnold (* 2. Oktober 1837; † 25. April 1917) war von 1885 bis 1901 Bürgermeister von Feldkirch, wie schon zuvor dessen Großvater (Bürgermeister von 1824 bis 1826) und dessen Onkel Franz (Bürgermeister von 1864 bis 1867). Auch der älteste Sohn, Rudolf (* 16. Juni 1833, † 17. September 1910), war in der Feldkircher Gemeindepolitik stark involviert, war Angehöriger des Reichsrates (1873–1878) und als Nachfolger seines Vaters von 1891 bis 1910 Präsident der Vorarlberger Handelskammer.

## Herkunft, Leben und Beruf
Die Familie Ganahl stammt vom Bartholomäberg und Johann Ulrich Ganahl betrieb einen Säumerhandel (Salz über das Schlappinerjoch, zurück Wein) und Viehhandel und war Löwenwirt in Tschagguns. Dessen jüngster Sohn, Johann Josef Ganahl, war Vater von Carl Ganahl. Carl Ganahl war das dritte Kind aus der Ehe zwischen Johann Josef Ganahl und Maria Anna (geb. Klessin, † 6. Dezember 1832). Er hatte noch 13 Geschwister: Carl Josef (1801–1829), Anna Creszentia (geb./verst. 1802), Carl Johann Josef (1803–1804), Johann Josef (1805–1860), Maria Anna Creszentia (geb./verst. 1806), Ludwig (1808–1848), Maria Anna Creszentia (geb./verst. 1810), Max Franz (1811–1813), Maria Anna Creszentia (1813–1834), Franz Fiedel (1817–1896), Gustav Adolf (geb./verst. 1818), Amalia Josefa (1820–1889) und Creszentia Adelheid (1822–1851).
Carl Ganahl besuchte die Volksschule in Feldkirch und lernte in Zürich und Morges das kaufmännische Handwerk. Ob Carl Ganahl das Gymnasium in Feldkirch besucht hat, ist ungewiss.
An sein Wirken in Vorarlberg erinnert heute noch der Carl-Ganahl-Platz in Frastanz.

## Tätigkeit
Carl Ganahl war ein rühriger Industrieller, der von seinem Vater die entsprechend notwendigen Finanz- und Sachmittel erhielt. 1829 übernahm er von seinem Vater  das Kolonial-, Speditions- und Kommissionsgeschäft in der Marktgasse in Feldkirch. 1833 nahm ihn sein Vater als Teilhaber zu einem Sechstel in die neue Baumwollspinnerei an der Ill in Feldkirch auf und übergab ihm bei seiner Abwesenheit die Prokura. Carl Ganahl gründete 1835 in Frastanz mit Fidel Wohlwend eine Baumwollspinnerei und -weberei (siehe nunmehr Vorarlberger Museumswelt), welche nach kurzer Zeit bereits erweitert und ausgebaut wurde. Nach dem Tod seines Vaters übernahm er auch die Leitung der Feldkircher Fabrik und die Vermögensverwaltung. Das Unternehmen Ganahl und Söhne in Feldkirch wurde 1872 mit der Firma Carl Ganahl und Co. (Frastanz) vereinigt. Das von ihm gegründete Unternehmen musste 1986 den Betrieb einstellen.
Die geschäftliche und politische Tätigkeit von Carl Ganahl war in Vorarlberg zu seinen Lebzeiten umstritten. Dies wird im Nachruf im konservativen Vorarlberger Volksblatt vom 18. September 1889 deutlich, wenn ausgeführt wird: „Als er lebte, waren wir oft Gegner, er noch mehr der unsere und der unserer großen Sache, in welcher alle Christen einig sein sollten. Davon wird nun nicht mehr die Rede sein, aber Eines wollen wir im Guten hervorheben: Carl Ganahl war ein V o r a r l b e r g e r und hat seinem Lande nicht nur genützt, sondern ist auch wo er ihm geschadet hat, in der Absicht und Meinung des Nutzens gewesen, obschon irrthümlich. Das Land wird des Guten am längsten gedenken, und wir mit ihm.“

### Politische Tätigkeit und Verbandstätigkeit
Ganahl war auch auf Landes- und Gemeindeebene politisch tätig
- in der Gemeinde von Feldkirch von 1838 bis 1889 in verschiedenen Funktionen,
- als erster Präsident der Handelskammer Vorarlberg von 1850 bis 1889 (Vorläufer der heutigen Wirtschaftskammer Vorarlberg),
- als Abgeordneter zum Vorarlberger Landtag von 1861 bis 1884 (siehe: Abgeordnete zum Vorarlberger Landtag – I. Gesetzgebungsperiode und II. Gesetzgebungsperiode),
- als Mitglied des Landesschulrates 1861 bis 1869,
- Landesverteidigungskommissar (1859 und 1866).

### Weitere Tätigkeiten
Ganahl war unter anderem:
- Mitinitiator der Gründung der Sparkasse Feldkirch (am 1. November 1842 eröffnet, Carl Ganahl war bis zu seinem Tod Obervorsteher der Sparkasse),
- Mitinitiator für den Auf- und Ausbau der Eisenbahninfrastruktur in Vorarlberg, darunter die Bahnstrecke Lindau–Bludenz samt der Zweigstrecken St. Margrethen–Lauterach und Feldkirch–Buchs (alle drei 1872) sowie die Arlbergbahn (1884),
- Gründer und Geldgeber für die Feldkircher Zeitung (Erstausgabe am 3. August 1861),
- seit 1831 Standschütze, 1841 bis 1889 Oberschützenmeister, Hauptmann der Bürgergarde (1840).